# اوبابا
اوبابا (باسکی: Obaba) یک فیلم درام اسپانیایی به کارگردانی مونچو آرمنداریس است که در سال ۲۰۰۵ منتشر شد. فیلم‌نامهٔ این فیلم بر پایهٔ رمان داستان‌های اوبابا اثر برناردو آچاگا نگاشته شده‌است.

## بازیگران
- پیلار لوپس د آیالا
- خوان دیه‌گو بوتو
- باربارا لنی
- ادوآرد فرناندس
- آیسپئا گوئناگا
- پیتر لومایر
- چما بلاسکو